# Харбинский метрополитен
Харби́нский метрополите́н — система линий метрополитена в Харбине (Китай). Первая линия была запущена 26 сентября 2013 года. Вторая (зелёная) линия открылась 19 сентября 2021 г.. Открытие части третьей (оранжевой) линии из пяти станций было запланировано на 15 августа 2015 года, но ветка открылась позже — 26 января 2017 года. На всех станциях установлены платформенные раздвижные двери.

## История
Строительство начато 29 сентября 2008 года. Один из тоннелей первой линии сооружён перестройкой 10-километрового эвакуационного тоннеля гражданской обороны времён Второй Мировой войны. Стоимость сооружения первой линии составляет 643 млн долл.

## Время работы и оплата проезда
В зимнее время метро начинает работать с 6 часов утра до 9 часов вечера. Цена варьируется от 2 до 4 юаней в зависимости от расстояния. Одноразовые и пополняемые карты можно купить в кассе или автомате на каждой станции.

## Линии
- Первая линия (Красная) — 22 станций, 26 км, с северо-востока на юго-запад города от Восточного железнодорожного вокзала до улицы Синьцзян дацзе.
- Вторая линия[5] (Зелёная) — 19 станций, 28,7 км, проходит с севера на восток города от университетского городка Цзянбэй до Метеорологической обсерватории через Северный и Центральный вокзалы.[6]
- Третья линия (Оранжевая) — кольцевая. С 26 января 2017 работает её первая очередь: ветка из 4 станций (3,67 км) от второго филиала больницы при медицинском университете (Идаэръюань — пересадка на 1-ю линию) до Западного железнодорожного вокзала. С 26 ноября 2021 открылась вторая очередь от второго филиала больницы при медицинском университете до станции Тайпинцяо (в восточном направлении) и от Западного вокзала до Спортивного парка. Сейчас длина линии составляет 24,6 км с 24 станциями[источник не указан 1105 дней].

## Перспективы
Строится ещё:
- Третья линия (Оранжевая) — 34 станции, кольцевая. 3 очередь (северо-западный участок, замыкающий кольцо) планируется ввести в 2022 г.

Планируются:
- Четвёртая линия (Зелёная) — 27 станций, с северо-востока на юго-запад города.
- Пятая линия (Голубая) — 25 станций, с северо-востока на запад города.

Схема строящихся линий

## Галерея

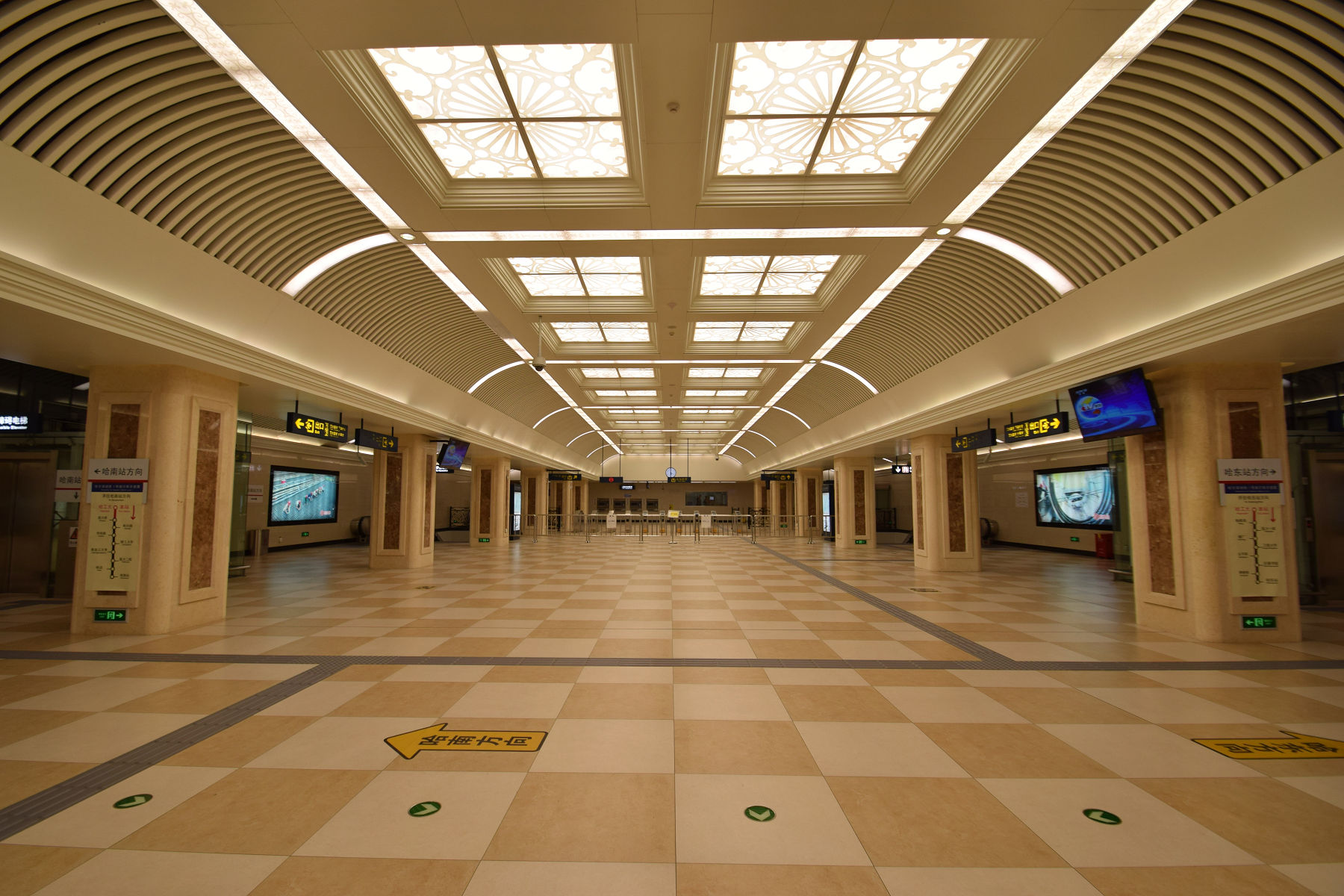
Линия 1. Станция Хагунда (Политехнический университет)
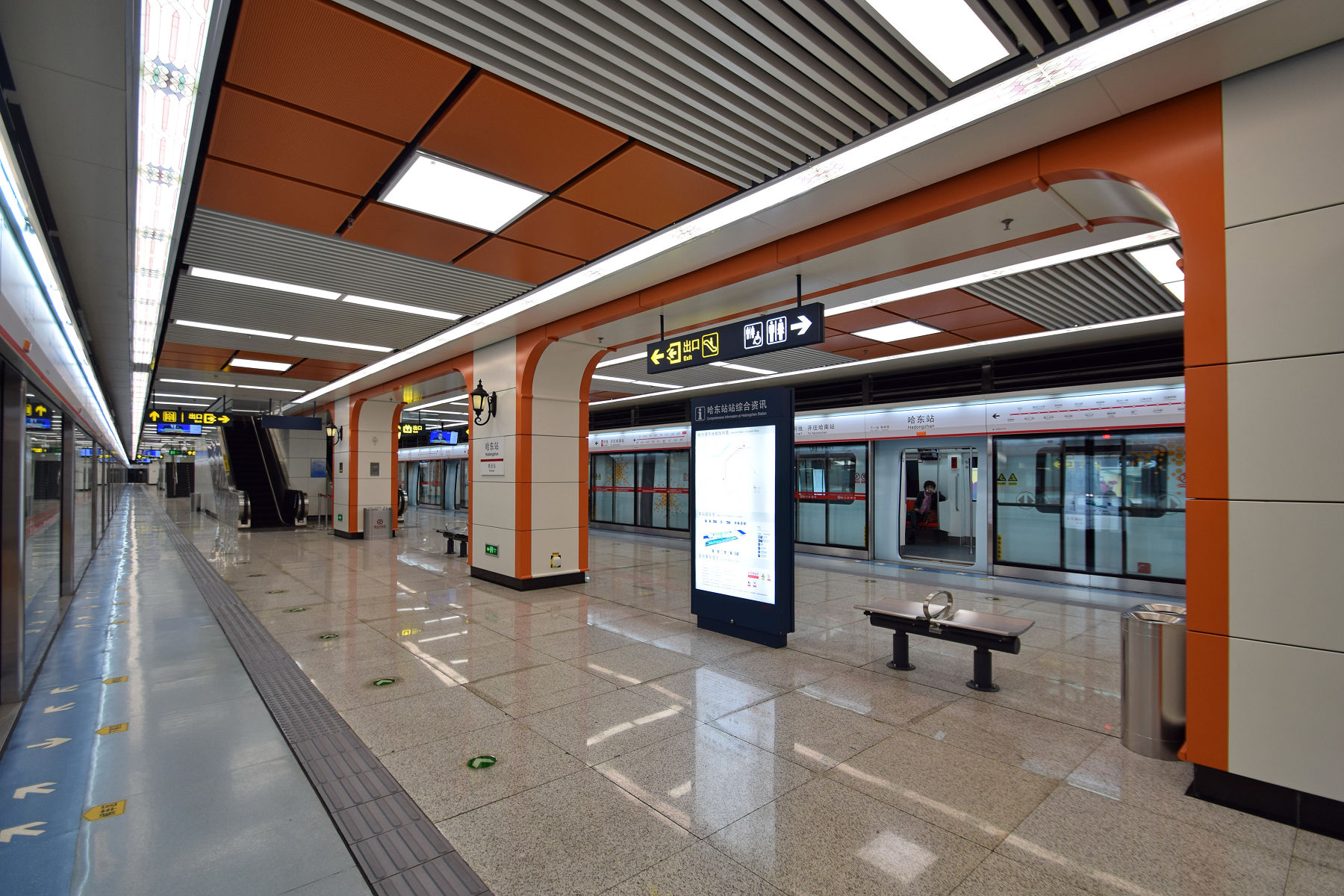
Линия 1. Станция Хадунчжан (Восточный вокзал)
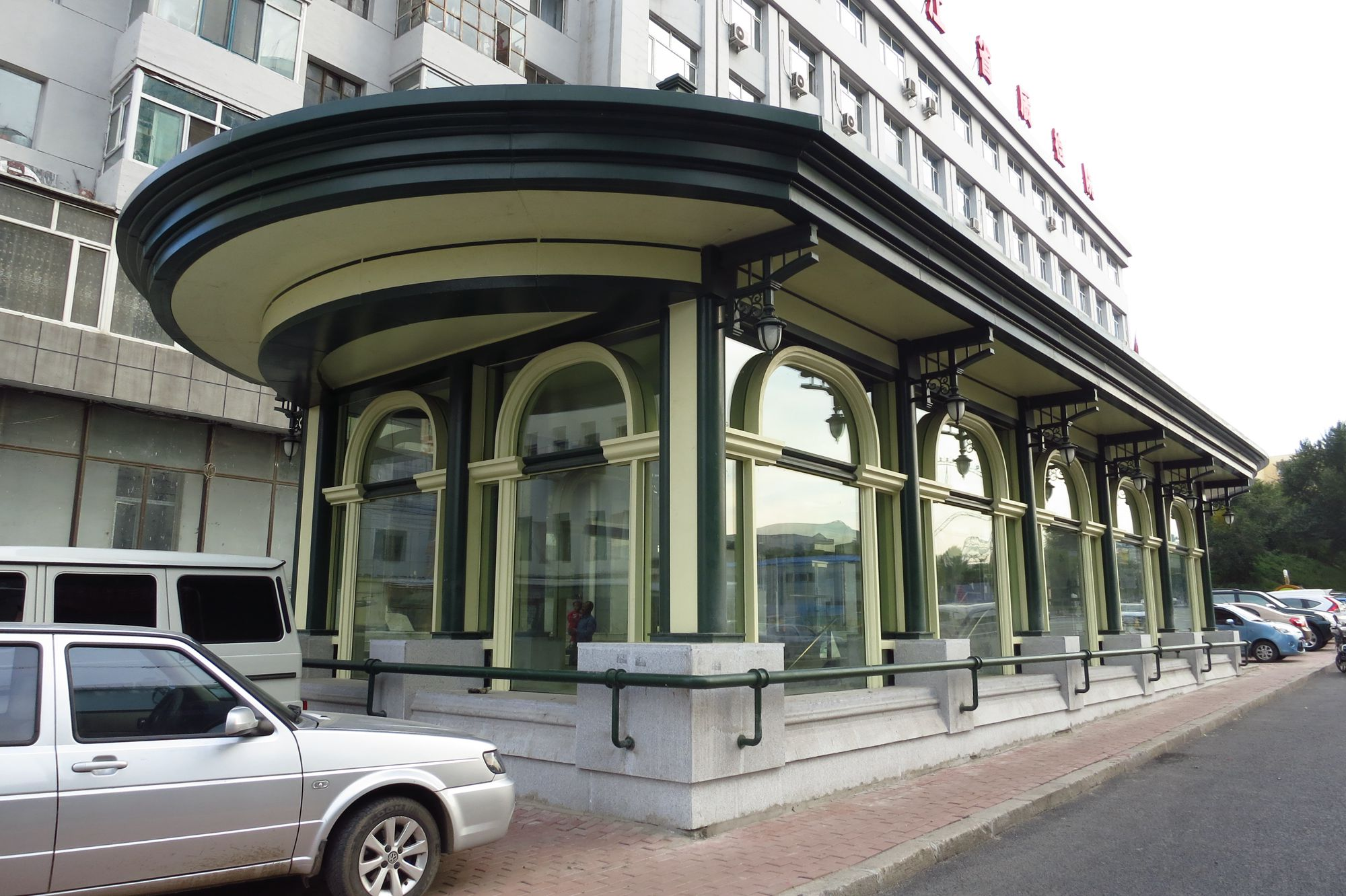
Вход на станцию Тайпинцяо (линия 1)
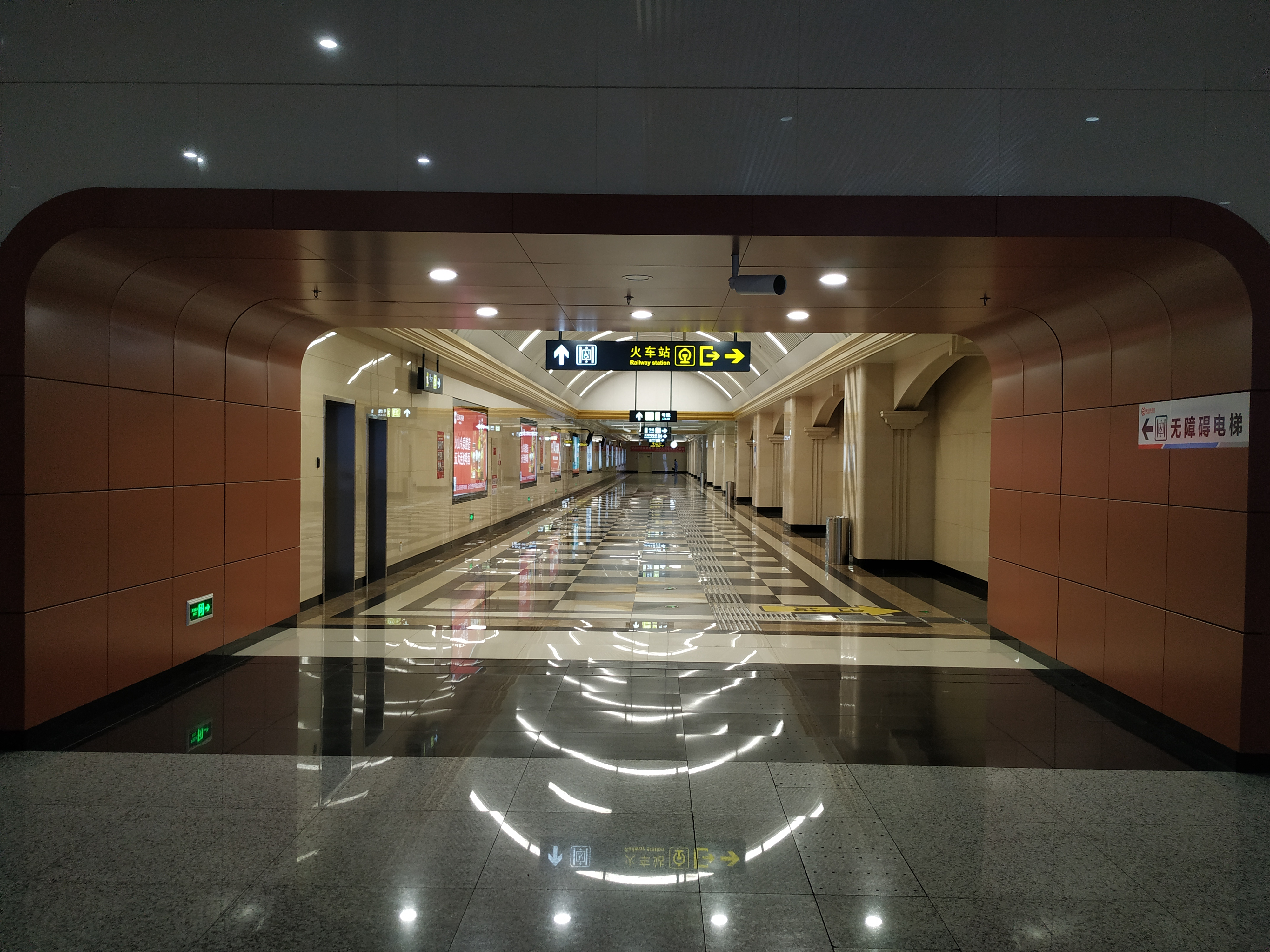
Переход между Западным вокзалом и станцией метро (линия 3)
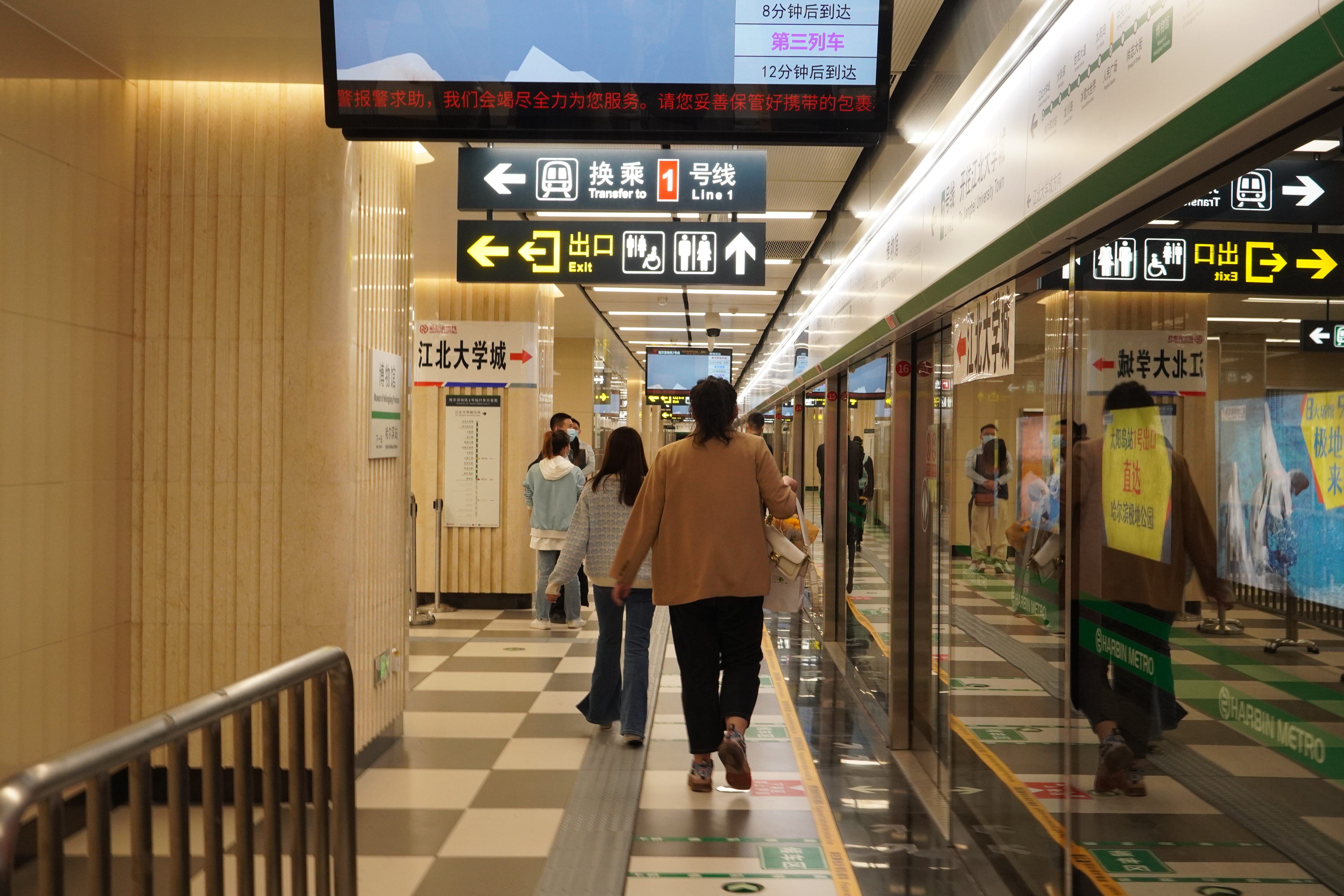
Станция Боугуань (Музей) (линия 2)